# Épiphanisme
L'Épiphanisme est un mouvement humaniste et philosophique créé en 1948 à la suite des idées qu'Henri Perruchot expose pour la première fois dans Le Maître d'Homme publié en 1946. Un Manifeste de l'Épiphanisme paraît en mars 1948, signé par seize intellectuels ou artistes.

## Genèse
Selon Henri Perruchot, il n'a pas été l'unique l'instigateur du mouvement, mais ce sont les premiers jeunes intellectuels séduits par ses thèses expliquées dans Le Maître d'Hommes paru en 1946, qui ont officialisé la doctrine par un Manifeste paru la première fois dans la revue Arts le 19 mars 1948, puis reproduit dans plusieurs journaux et revues françaises en avril et mai ainsi qu'au Brésil et en Allemagne. Seize personnalités, philosophes, artistes ou économistes, auraient signé ce manifeste, mais à part Michel Ragon, Jean Markale et Gaston Criel, la liste n'est pas facilement accessible. Le nom Épiphanisme a été choisi dans son sens étymologique de « montée vers la lumière ».